# Nunungan
Nunungan (Bayan ng Nunungan) är en kommun i Filippinerna. Kommunen ligger på ön Mindanao, och tillhör provinsen Lanao del Norte. Folkmängden uppgår till 12 205 invånare.

## Barangayer
Nunungan delas in i 25 barangayer.
| - Abaga - Bangco - Canibongan - Karcum - Dimayon - Inayawan - Kaludan - Katubuan - Cabasaran (Laya) - Liangan - Lupitan - Mangan - Malaig | - Masibay - Poblacion (Nunungan Proper) - Notongan - Petadun - Panganapan - Pantar - Paridi - Rarab - Raraban - Rebucon - Songgod - Taraka |